# Газовщик (фильм, 1941)
«Газовщик» (нем. Der Gasmann) — чёрно-белый комедийный фильм с Хайнцем Рюманном, Анни Ондрой и Вальтером Штейнбеком в главных ролях, снятый режиссёром Карлом Фрёлихом в 1941 году в Германии по одноимённому роману Генриха Шпёрля. Декорации фильма были спроектированы Вальтером Хаагом. Снят в Берлине кинокомпанией Tonfilmstudio Карла Фрёлиха, производственным подразделением студии Темпельхоф, дистрибутором выступила студия UFA. Премьера состоялась 1 августа 1941 года в кинотеатре «Глория-Паласт».

## Сюжет
Во время поездки на экспрессе Галле — Берлин нервный господин в пижаме просит Германа Книттеля, работающего на газовом заводе, поменяться с ним одеждой. После долгих колебаний Книттель наконец принимает просьбу господина. В результате, Герман добирается на такси до своей квартиры в одной пижаме и с чеком на 10 000 марок.
Когда он пытается сообщить о случившемся властям, его обвиняют в нарушении закона и просят предъявить чек в банк для проверки. К его удивлению, ему действительно заплатили 10 000 рейхсмарок. Герман поначалу хранит эту историю при себе и, хотя женат и является отцом двоих детей, весело проводит время с девушкой Лилотт. Он помогает ей заняться парфюмерным бизнесом, но затем понимает, что он для неё лишь второй вариант. В конце концов он возвращается к жене Эрике, рассказав о неожиданной удаче.
Эрика жена без колебаний тратит деньги на крупные покупки, такие как холодильник, телефон, пианино и радиоприёмник. Роскошная жизнь Книттелей вызывает подозрение у их соседей, а также на газовом заводе, где его заподозрили в растрате. Полиция обыскивает дом Книттеля и конфискует неизрасходованные деньги. Поскольку заявления Германа в полиции не вызвали доверия, против него проводится судебное слушание.
В отчаянии Книттель пытается узнать в банке, кто был неизвестным кредитором. Директор не может назвать ему своего имени, но договаривается о телефонном звонке неизвестного господина. Он посылает адвоката и его красивую свидетельницу. Ночью в купе спального вагона её посещает неизвестный джентльмен. Но поскольку его вагон был отцеплён, он оказался там в пижаме и был спасён из компрометирующей ситуации только благодаря костюму Книттеля.

## Нацистское происхождение фильма
Газовщик — единственный фильм, в котором Рюман использует нацистское приветствие. В основном, кинематографисты национал-социалистической Германии старалась избегать упоминаний о нацистском режиме.
В начале фильма у Книттеля возникает конфликт с женщиной, которая не хочет платить и угрожает ему своими хорошими связями в НСДАП. Кроме того, когда Книттель прощается с женщиной, он говорит ей с иронией: «Ну тогда — Hail Gitler!».

## В ролях
- Хайнц Рюман — Герман Книттель
- Анни Ондра — Эрика Книттель
- Вальтер Штейнбек[нем.] — неизвестный господин
- Эрика Хельмке — Мисс Лилотт
- Виль Дом — Альфред
- Ханс Лейбельт — адвокат
- Герберт Бах — келлнер
- Луиза Бетке-Зицман — соседка Книттеля
- Шарлотта Суза — прекрасная свидетельница
- Пауль Бильдт — доктор Брауэр
- Хуго Фрёлих — таксист
- Вильгельм Гроссе — информационный агент
- Бруно Хелльвинкер — полицейский
- Отто Криг-Хельбиг — офицер полиции
- Вильгельм Крюгер — Фликшнайдер
- Уолтер Лик — банковский служащий
- Манфред Мерер — подозрительный юноша
- Эрик Радольф — детектив
- Оскар Сабо — отставной охранник
- Эрнст Штиммель — директор банка
- Ганс Ульрих — банковский служащий
- Эвальд Венк — детектив
- Бруно Зенер — старый джентльмен
- Курт Зайферт — финансовый чиновник
- Хельмут Вайс — романтичный юноша
- Ева Тиншман — фрау Машке

## Критика
- В словаре Lexikon des internationalen Films[нем.] картина охарактеризована следующим образом: «Юмористический материал на тему „двойных стандартов“ в слишком уравновешенной комедии»[4].
- Немецкий киновед  Карстен Витте[нем.] писал, что комедия характеризовалась разделённым сознанием внедрения современности, с одной стороны, и использования антимодернизма как воздействия, с другой: «Угроза государственного надзора вездесуща, что проявляется здесь в виде официальных приспешников в пресловутых кожаных пальто. Угроза неплатёжеспособного арендатора в адрес газовика („...у меня есть двоюродный брат в партии!“) не действовала, поскольку исходила от комического образа. Отягощающее, парализующее подозрение в счастье низшего среднего класса было политической стратегией этой комедии»[5].